# Pakkojauratj
Pakkojauratj är en sjö i Jokkmokks kommun i Lappland och ingår i Luleälvens huvudavrinningsområde. Pakkojauratj ligger i Ultevis fjällurskog Natura 2000-område.